# Coloana Sfintei Treimi din Komárno
Coloana Sfintei Treimi (în slovacă Trojičný stĺp, în maghiară Szentháromság-szobor) este cel mai vechi monument statuar public al orașului Komárno. Monumentul, din tipologia coloanelor ciumei (în germană Pestsäulen), se află în partea de vest a pieței centrale a orașului, Piața György Klapka, lângă palatul Zichy și în fața fostei farmacii Kovách. Coloana fost înălțată în 1715 în semn de recunoștință pentru supraviețuirea locuitorilor orașului în urma epidemiei de ciumă din 1710-1711. Coloana Sfintei Treimi din Komárno este monument cultural național al Slovaciei.

## Istoric
Locuitorii orașului au promis să înalțe o statuie a Sfintei Treimi în decembrie 1703, când orașul Komárom, aflat atunci sub stăpânire austriacă, era amenințat de asediul curuților lui Rákóczi. Asediul curuților a eșuat, orașul a fost salvat, dar localnicii nu și-au mai respectat angajamentul.
În ianuarie 1710 a izbucnit în Komárom o epidemie devastatoare de ciumă. Preotul paroh János Cserkó a reușit să convingă consiliul orășenesc să înalțe statuia. Inițial a fost amplasat un monument din lemn și pe 2 februarie 1714 superiorul ordinului iezuit din Komárom a pus piatra de temelie a coloanei, care a fost inaugurată în duminica Sfintei Treimi a anului 1715. În vârful coloanei se află un grup statuar reprezentând Sfânta Treime, care o încoronează pe Fecioara Maria, iar pe piedestal se mai află statuile a cinci sfinți: Sfântul Sebastian, Sfânta Rozalia, Sfântul Anton de Padova, Sfântul Rochus și Sfântul Francisc Xavier, plus basorelieful cu efigia Sfântului Carol Borromeo. Pe toate părțile piedestalului se află inscripții în limba latină care amintesc circumstanțele construirii monumentului.
Monumentul a fost renovat în 1803, 1870, 1927, 1971, 1992 și 2014. În 1803 a fost înlocuit grupul statuar al Sfintei Treimi cu un alt grup realizat din calcar de Tardos, probabil ca urmare a deteriorării monumentului în timpul cutremurului din 1763. În 1927 a fost îndepărtată vopseaua de pe sculpturi (statuile fuseseră inițial colorate potrivit idealului artistic baroc), în 1940 statuia Sfântului Sebastian a fost înlocuită cu una nouă, iar în 1971 au fost refăcute cu ciment statuile (în special statuia Sfântului Rochus) care fuseseră smulse de pe piedestal cândva prin anii 1950-1960 și sparte în mai multe bucăți. Lucrările de renovare din 1870, 1927 și 1971 au fost sumare și destul de neglijente, iar prima restaurare majoră a avut loc între anii 1991 și 1992 și a urmărit să înlăture efectele intervențiilor neglijente anterioare. Cea mai recentă restaurare a monumentului a avut loc în perioada 2013-2014 și a fost realizată de artiștii restauratori András Csütörtöki și Árpád Mézes: monumentul a fost curățat de particulele de praf depuse în cei 300 de ani și a fost curățat de mușchi, statuia Sf. Rochus a fost reconstruită după fotografii vechi de la începutul secolului al XX-lea, au fost aurite aureolele sfinților și coroana Sfintei Fecioare Maria etc. Ceremonia solemnă de dezvelire a monumentului restaurat a avut loc în 31 iulie 2014.
În fața statuii a funcționat în secolul al XIX-lea o piață, unde erau strânse donații pentru cei săraci și pentru hrănirea păsărilor.

## Galerie

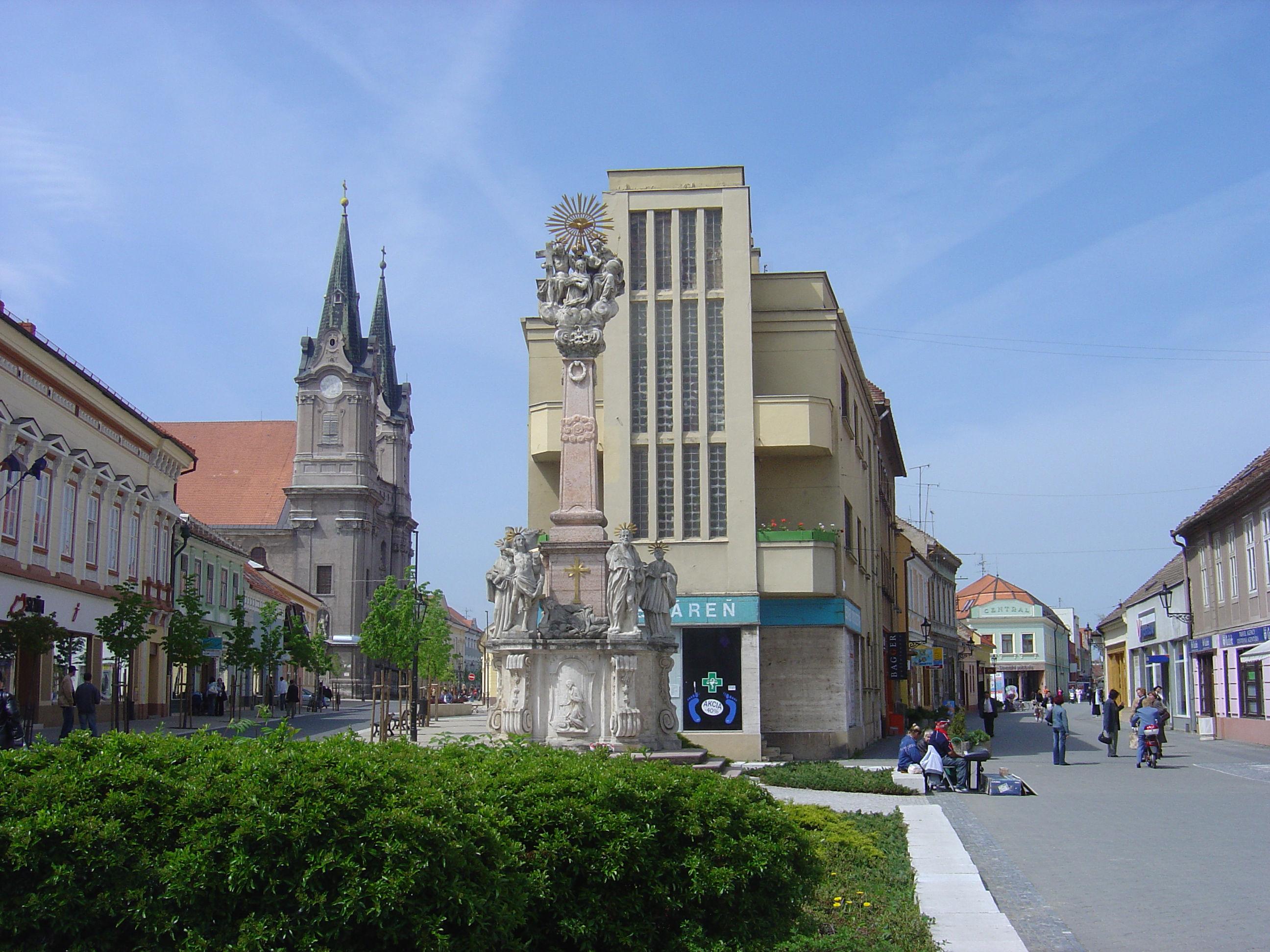
Zona centrală a orașului Komárno cu Bazilica Sf. Andrei și Coloana Sfintei Treimi
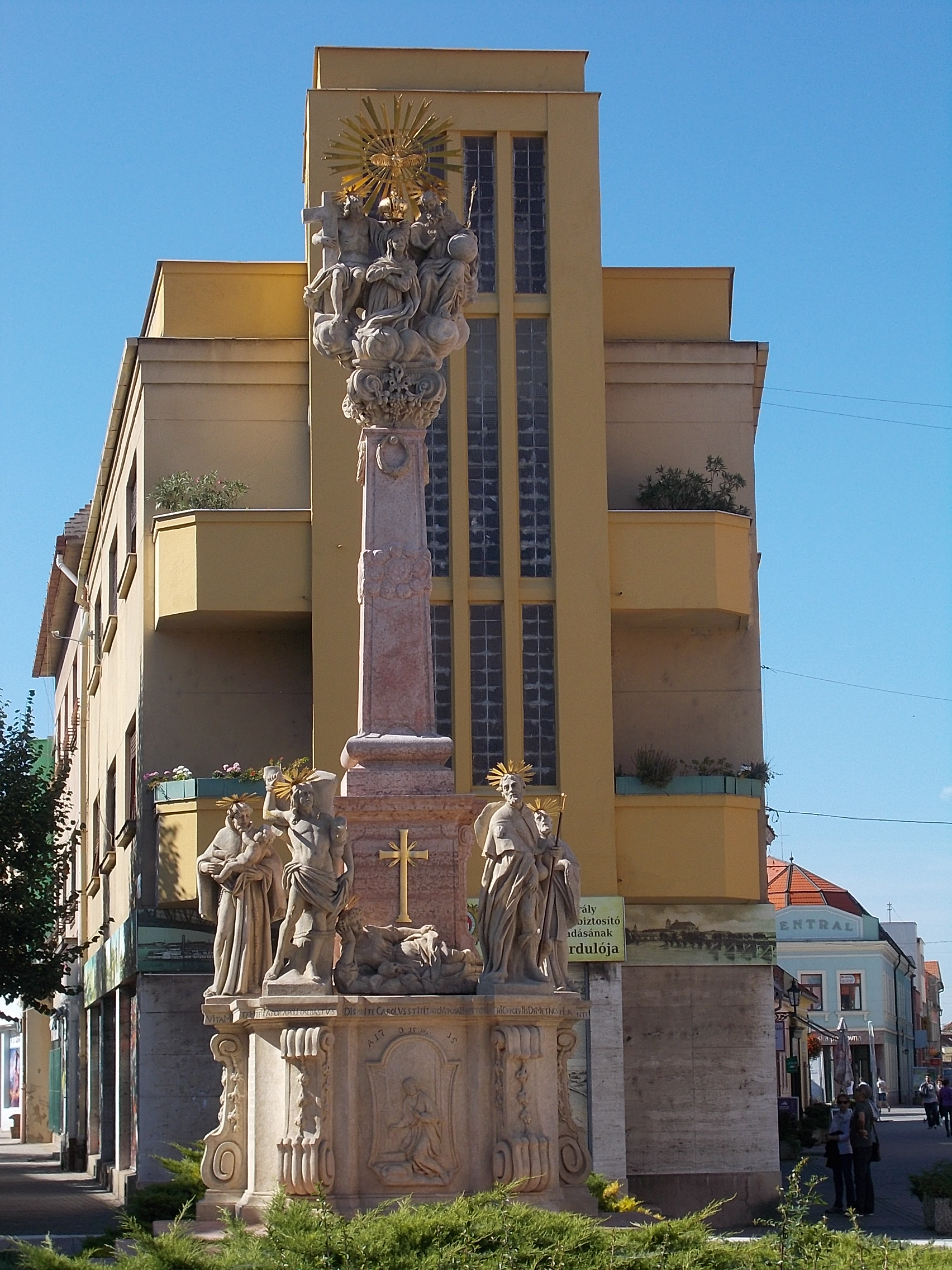
Vedere frontală a monumentului
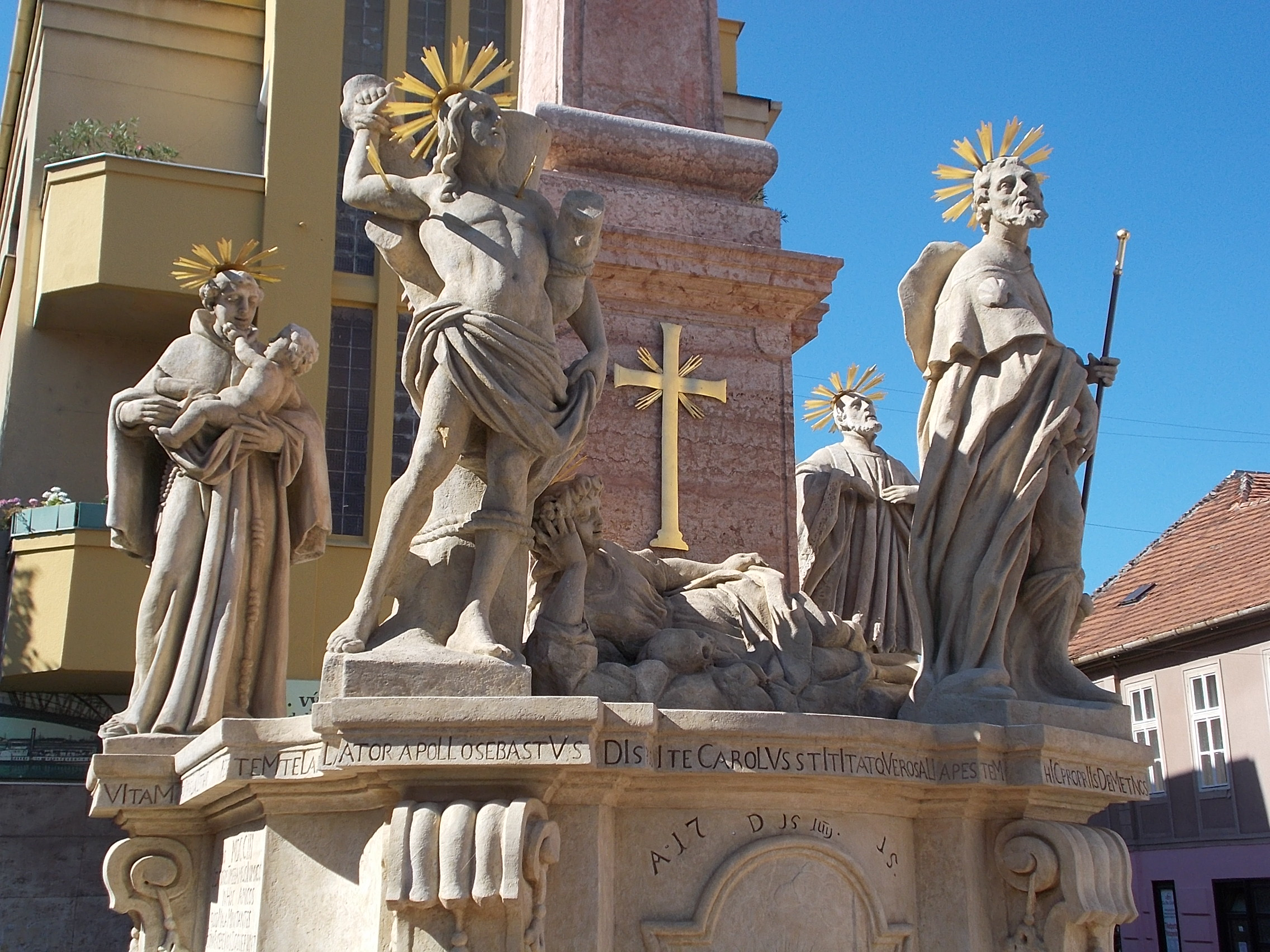
Cele cinci statui de pe piedestal
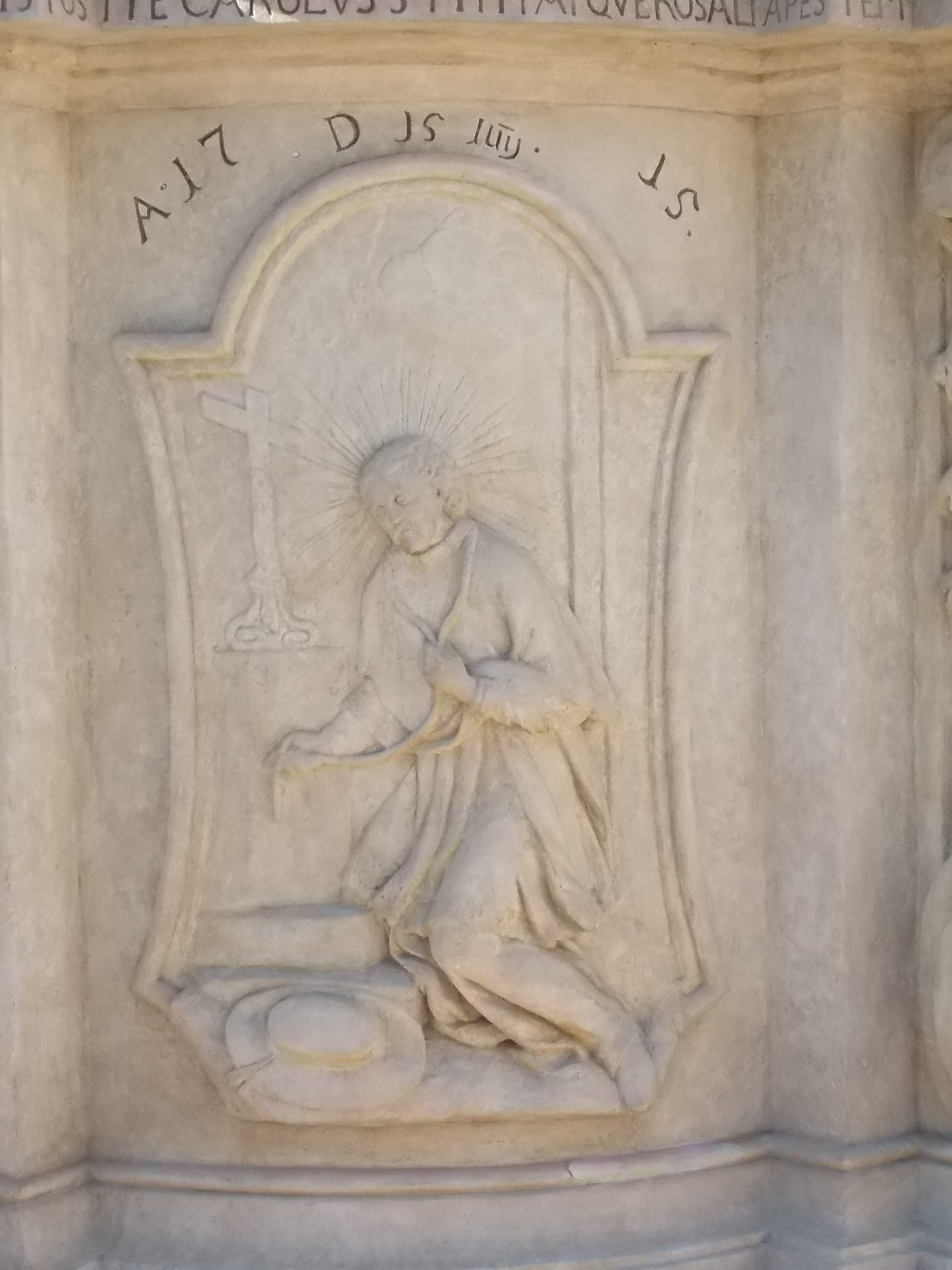
Basorelieful cu efigia Sfântului Carol Borromeo